# دي جي جان
دي جي جان (بالهولندية: DJ Jean)‏ هو دي جي نادي ‏ هولندي، ولد في 7 مايو 1968 في فينندال في هولندا.

## وصلات خارجية
- الموقع الرسمي
- دي جي جان على موقع ميوزك برينز (الإنجليزية)
- دي جي جان على موقع ديسكوغز (الإنجليزية)